# 首阳山站
首阳山站是一个陇海铁路上的铁路车站，位于河南省洛阳市偃师区首阳山镇，建于1909年，目前为四等站，目前不办理客运业务；货运：办理整车货物发到；不办理危险货物到达。